# آن‌ها (فیلم ۲۰۱۷)
آن‌ها فیلمی در ژانر درام به کارگردانی آناهیتا قزوینی‌زاده است که در سال ۲۰۱۷ منتشر شد. این فیلم برای اکران در بخش نمایش‌های ویژه هفتادمین جشنواره فیلم کن انتخاب شد.
داستان زندگی سه زن که هر کدام در زندگی خود با عواقب اتفاقات ناگوار و یا ناگهانی که به یکباره مسیر زندگی آنها را تغییر داده‌اند و ناملایمات حاصل از آن دست در گریبانند و در تردیدند با تصمیمهای سخت که باید گرفته شوند و عواقب آنها.